# Diamantinatapakul
Diamantinatapakul (Scytalopus diamantinensis) är en fågel i familjen tapakuler inom ordningen tättingar.

## Utseende och läte
Diamantinatapakulen är en typisk medlem av släktet Scytalopus: liten (13 cm) och kortstjärtad med huvudsakligen grå fjäderdräkt. Hanen är gråsvart på hjässa, nacke och rygg, med brun och svart tvärbandning på övergump och övre stjärttäckare. Den är ljusgrå på hakan, något mörkare på strupe och bröst. På buken är den mellangrå, mot mitten bleknande mot vitt. Flankerna är bruna eller kanelbruna med svarta tvärband och undre stjärttäckarna bandade med svart och kanelbrunt. Ögat är mörkbrunt, näbben svart med några bruna områden och benen bruna med gulbruna undersidor på tårna.
Unghanar har brungrön anstrykning på ovansidan och något ljusare buk. En individ som tros vara en ung hona hade brunaktig ovansida och kanelbrun övergump med svarta kanter och fläckar på fjädrarna. Strupen var grå och övre delen av bröstet beigetonad. Lätet är ett distinkt "tcheep". Sången är generellt snabbare och mörkare än hos sina släktingar, medan den accelererande varianten är långsammare.

## Utbredning och systematik
Arten förekommer i regionen Chapada Diamantina i nordöstra Brasilien (Bahia). Den behandlas som monotypisk, det vill säga att den inte delas in i några underarter.

## Status och hot
Diamantinatapakulen har ett mycket litet utbredningsområde. Dess levnadsmiljö minskar också i omfång till följd av jordbrukets expandering. Okontrollerade skogsbränder utgör ett stort hot mot arten. Internationella naturvårdsunionen IUCN kategoriserar den som starkt hotad.